# Bernardo Kastrup
Bernardo Kastrup es un doctor en filosofía, ingeniería informática e inteligencia artificial holandés. Ha trabajado como científico en los principales laboratorios del mundo. Lidera el renacimiento moderno del idealismo metafísico.

## Biografía
Nacido en Río de Janeiro, de ascendencia portuguesa-danesa, y radicado en los Países Bajos, Kastrup es director ejecutivo de la Fundación Essentia. Su trabajo ha estado liderando el renacimiento moderno del idealismo metafísico, la noción de que la realidad es esencialmente mental.
Tiene un doctorado en filosofía (ontología, filosofía de la mente) y otro doctorado en ingeniería informática (informática reconfigurable, inteligencia artificial). Como científico ha trabajado para la Organización Europea para la Investigación Nuclear (CERN) y los Laboratorios de Investigación Philips (donde se descubrió el "efecto Casimir" de la teoría cuántica de campos).
Expresado en detalle en muchos artículos académicos y libros, sus ideas han aparecido en Scientific American, el Institute of Art and Ideas, el Blog de la American Philosophical Association y Big Think, entre otros.

## Obra
Además de artículos y ensayos científicos, sus principales obras son las siguientes:
- The Daimon and the Soul of the West (2025)
- Analytic Idealism in a Nutshell (2024)
- Science Ideated (2021) (Editado en castellano como Pensar la ciencia. Los contornos de una nueva visión científica del mundo, Atalanta, 2023)[6][7][8][9][10][11][12][13]
- Decoding Jung’s Metaphysics (2021)
- Decoding Schopenhauer’s Metaphysics (2020)
- The Idea of the World (2019)
- More Than Allegory (2016)
- Brief Peeks Beyond (2015)
- Why Materialism Is Baloney (2014) (Editado en castellano como ¿Por qué el materialismo es un embuste?, Atalanta, 2021)[14][15][16][17][18]
- Meaning in Absurdity (2012)
- Dreamed up Reality (2011)
- Rationalist Spirituality (2011)

## Edición en castellano
- Pensar la ciencia. Los contornos de una nueva visión científica del mundo. Traducción José Rafael Hernández Árias, tapa dura, 336 páginas, Colección Memoria mundi. Ediciones Atalanta. 2023. ISBN 978-84-124315-9-9.
- ¿Por qué el materialismo es un embuste? Cómo los «verdaderos» escépticos saben que no hay muerte y buscan respuestas a la vida, el universo y todas las cosas. Traducción José Rafael Hernández Árias, tapa dura, 320 páginas, Colección Memoria mundi. Ediciones Atalanta. 2021, 2025 2ª edición. ISBN 978-84-122130-5-8.